# McLeod County
McLeod County er et amtet i den amerikanske delstat Minnesota. Amtet ligger i den centrale del af delstaten og grænser op til Wright County i nordøst, Carver County i øst, Sibley County i syd, Renville County i vest og mod Meeker County i nordvest.
McLeod Countys totale areal er 1 310 km² hvoraf 36 km² er vand. I 2000 havde amtet 34.898 indbyggere. Amtets administration  ligger i byen Glencoe.
Amtet har fået sit navn efter Martin McLeod.
44°50′N 94°16′V / 44.83°N 94.27°V